# Winsome Frazier
Winsome Frazier (Miami, 2 de agosto de 1982) es un exbaloncestista estadounidense, profesional desde 2006. Mide 1,93 metros y jugaba en la posición de alero. Últimamente se desempeñaba en el Club Atlético Platense.

## Carrera

### Universitaria
Durante sus estudios en su país de origen, en la Universidad Estatal de Mississippi, Frazier jugó para el equipo universitario, los «Bulldogs» en la NCAA. En el Bulldogs fue uno de los mejores tirador de tiros de tres puntos.

### Profesional
Después se fue una temporada a Venezuela, donde debutó profesionalmente en Panteras de Miranda. Winsome firmó en 2006 un contrato en Hungría con el Falco KC Szombathely. Tras la temporada 2006-2007 pasó al Telekom Baskets Bonn alemán, donde estuvo una temporada y media. En noviembre de 2009 volvió a Hungría, al Szolnoki Olaj KK y tras un breve paso volvió al Falco KC Szombathely. A mediados de 2010 firmó con el equipo polaco AZS Koszalin y tras esa temporada pasó al baloncesto griego, al Maroussi BC, pero no había comenzado la temporada que cambió de equipo y se fue al Keravnos B.C. chipriota. En las temporadas 2012-2013 y 2013-2014 participó del baloncesto ucraniano jugando para el Kryvbasbasket-Lux Kryvyi Rih.
En 2014 retornó a Sudamérica, donde jugó para Bucaneros de La Guaira de Venezuela, hasta que en noviembre de ese año, a mediados de temporada, pasó a La Unión de Formosa de Argentina. Con el cuadro formoseño renovó contrato para la temporada 2014-2015, temporada en la cual el equipo llegó a lograr el subcampeonato nacional. Estuvo en Argentina hasta enero de 2017 donde regresó al baloncesto húngaro para jugar en el Kaposvári KK hasta final de temporada. En 2017 pasó al baloncesto uruguayo tras firmar con Defensor Sporting y en abril de 2018 volvió a Argentina, firmando contrato con Gimnasia y Esgrima de Comodoro Rivadavia.
Actualmente tiene contrato con Calero en la liga Boliviana de Baloncesto.

### Resumen
- Universidad Estatal de Mississippi «Bulldogs» (2001-2005) (no profesional)
- Panteras de Miranda (2006) (comienzo de carrera profesional)
- Falco KC Szombathely (2006-2007)
- Telekom Baskets Bonn (2007-2009)
- Szolnoki Olaj KK (2009)
- Falco KC Szombathely (2009-2010)
- AZS Koszalin: (2010-2011)
- Keravnos B.C.: (2011-2012)
- Kryvbasbasket-Lux Kryvyi Rih (2012-2014)
- Bucaneros de La Guaira (2014)
- La Unión de Formosa (2014-2017)
- Kaposvári KK (2017)
- Defensor Sporting (2017-2018)
- Gimnasia y Esgrima (Comodoro Rivadavia) (2018)
- Club Atlético Quilmes (2018-2019)
- Club Atlético Platense (2019-2020)